# Überparteiliche Bürgergemeinschaft Dachau
Die Überparteiliche Bürgergemeinschaft Dachau e. V. (ÜB) ist eine unabhängige Wählergruppierung, deren Vereinszweck in der Zusammenführung nicht parteigebundener Wähler in der Großen Kreisstadt Dachau besteht und die sich an den Kommunalwahlen im Stadtgebiet beteiligt.

## Geschichte
Die Gründung der ÜB erfolgte 1959 im Hinblick auf die Kommunalwahlen im Jahr 1960. Vorausgegangen war die Bildung der „Dritten Fraktion“ im Dachauer Stadtrat nach der Wahl 1956, die zum Ziel hatte, mehr politischen Einfluss zu gewinnen und einer Zersplitterung der Mitte vorzubeugen. Beim ersten Antreten unter dem Namen ÜB konnten 1960 drei Stadtratsmandate gewonnen werden.
Bei den Wahlen 1966 unterstützte man gemeinsam mit der CSU den parteilosen Bürgermeisterkandidaten Lorenz Reitmeier, der sich mit knappem Vorsprung gegen den Amtsinhaber Xaver Böck (SPD) durchsetzen konnte. Die ÜB konnte sich bei der Stadtratswahl auf vier Mandate steigern. In den folgenden Perioden stabilisierte sich die Anzahl bei drei Mandaten.
1992 erfolgte die Umwandlung in einen eingetragenen Verein. Bei der Kommunalwahl 1996 – Lorenz Reitmeier kandidierte wegen des Erreichens der Altersgrenze nicht mehr – konnte sich der OB-Kandidat der ÜB, Kurt Piller, gegen die Konkurrenz durchsetzen. Die Zahl der ÜB-Stadtratsmandate steigerte sich sprunghaft auf acht. Bei der Nachwahl zur Stadtratswahl 2002 konnten sogar neun der 40 Mandate errungen werden. 2008 erreichte die ÜB sechs, 2014 vier Mandate.

## Struktur
Organe des Vereins sind Vorstand (derzeit sieben Mitglieder), Erweiterter Vorstand (Vorstand und Mitglieder der Stadtratsfraktion) sowie die Mitgliederversammlung, die mindestens einmal jährlich einzuberufen ist.

## Kron-Maus-Kulturpreis
Seit 1990 ehrt die ÜB alljährlich ehrenamtliche Kulturschaffende aus dem Stadtgebiet Dachau mit dem Kron-Maus-Kulturpreis. Der Name des Preises geht auf das langjährige ÜB-Mitglied und Stadträtin Margarete Kron, genannt „Zauner Maus“, zurück. Die Verleihung erfolgt jährlich im Anfang Mai.
Bisherige Preisträger sind:
- 1990 Heinz Weber – Dachauer Dreigesang
- 1991 Zitherklub Dachau
- 1992 D`Ampertaler
- 1993 Gerhard Hanke
- 1994 Theatergruppe des Schützenvereins Eichenlaub Pellheim
- 1995 Franz Eder
- 1996 Arbeitskreis des Museumsvereins Dachau
- 1997 Mooshäusl Zwoagsang
- 1998 kult
- 1999 Ludwig-Thoma-Gemeinde Dachau
- 2000 Robert Günther
- 2001 Chorgemeinschaft Dachau
- 2002 Heinz Eder
- 2003 Musical-Team des Ignaz-Taschner-Gymnasiums
- 2004 Liedertafel Dachau
- 2005 Lorenz Reitmeier
- 2006 Knabenkapelle Dachau
- 2007 Theater am Stadtwald
- 2008 Amperitiv
- 2009 d´Schloßbergler
- 2010 Förderverein Dachauer Wasserturm
- 2011 Heidemarie Fitzthum
- 2012 Die lustigen Ostler
- 2013 Stadtkapelle Dachau
- 2014 VolksChor Dachau
- 2015 Volksbühne Dachau
- 2016 Blum Buam
- 2017 Karen Breece[5]

## Weblink
- Offizielle Website